# Hyltebruk
Hyltebruk er et byområde i Hylte kommun i Hallands län i Sverige. I 2010 var indbyggertallet 3.716.